# Metriocnemus faroensis
Metriocnemus faroensis är en tvåvingeart som först beskrevs av Jean-Jacques Kieffer 1915.  Metriocnemus faroensis ingår i släktet Metriocnemus, och familjen fjädermyggor. Inga underarter finns listade.